# إكود دي لوس فينوس
بلدية إكود دي لوس فينوس (بالإسبانية: Icod de los Vinos) هي بلدية تقع في مقاطعة سانتا كروث دي تينيريفه التابعة لمنطقة جزر الكناري جنوب غرب إسبانيا.

## الديموغرافيا
بلغ عدد سكان بلدية إكود دي لوس فينوس 24.147 نسمة عام 2011 (وفقاً للمعهد الوطني للإحصاء الإسباني).
| 21.364 | 22.079 | 21.803 | 24.290 | 24.091 | 24.024 | 24.147 |

## أعلام
- خوان دي خيسوس
- خيسوس ألفارو غارسيا